# Saar
Saar (fransk: Sarre) er en biflod til Mosel og ligger i det vestlige Tyskland og nordlige Frankrig. Floden er 246 kilometer lang, 126 km i Frankrig og 120 km. i Tyskland. Floden har givet navn til den tyske delstat Saarland, som den flyder igennem fra syd til nordvest.
Tidligere var floden vigtig for industrien i Saarland til transport af stål, jern og kul.
I byen Völklingen kan ses et jernstøberi Völklingen jernstøberi, som er på UNESCOs liste over verdenskulturarv